# Marcia Snyder
Marcia Snyder (nome completo: Marcia Louise Snyder; a volte reso come Snider; Kalamazoo, 13 maggio 1907 – Fort Lauderdale, 27 febbraio 1976) è stata una fumettista statunitense che ha lavorato per il Binder Studio, Timely Comics, Fawcett Comics e Fiction House durante l'età dell'oro dei fumetti americani.

## Biografia

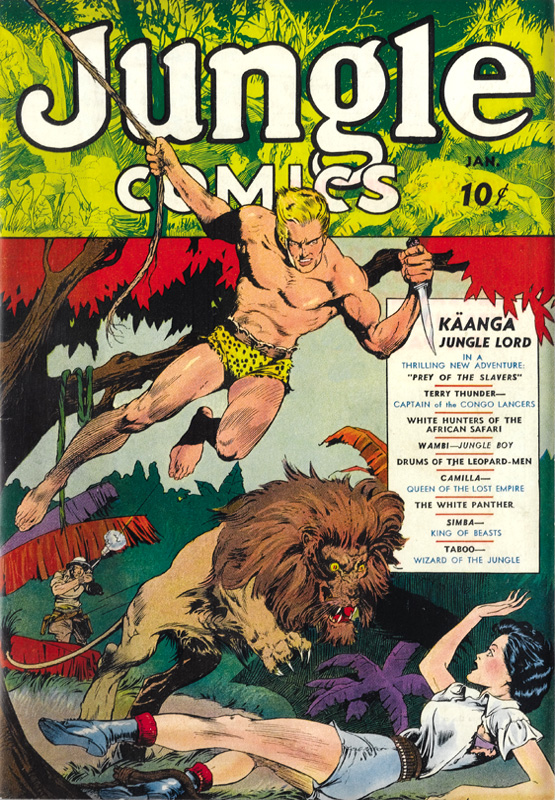
Copertina del primo numero di Jungle Comics (1940), ad opera di Lou Fine, che pubblicizza tra le altre "Camilla", la serie su cui avrebbe lavorato la Snyder negli anni '50.

La Snyder nacque a Kalamazoo, in Michigan, il 13 maggio 1907. Si diplomò alla Western Normal High School nel 1925.
Nel periodo in cui iniziò a lavorare per la Timely, viveva nel Greenwich Village con la sua ragazza, Mickey. Presso la Fiction House, un editore noto per le sue eroine avventurose, lavorò su titoli come "Camilla", una serie su una ragazza della giungla all'interno di Jungle Comics.
Alla fine degli anni '70, collaborò al fumetto poliziesco Kerry Drake. Non è chiaro in che consistesse la sua collaborazione, anche se è noto che l'artista accreditato della serie si affidava a ghostwriter e altri artisti all'epoca.
Si presume che la Snyder si sia sposata in seguito.
Morì il 27 febbraio 1976 a Fort Lauderdale, in Florida.